# Emerita talpoida
Emerita talpoida är en kräftdjursart som först beskrevs av Thomas Say 1817.  Emerita talpoida ingår i släktet Emerita och familjen Hippidae. Inga underarter finns listade i Catalogue of Life.